# Henri Tudor

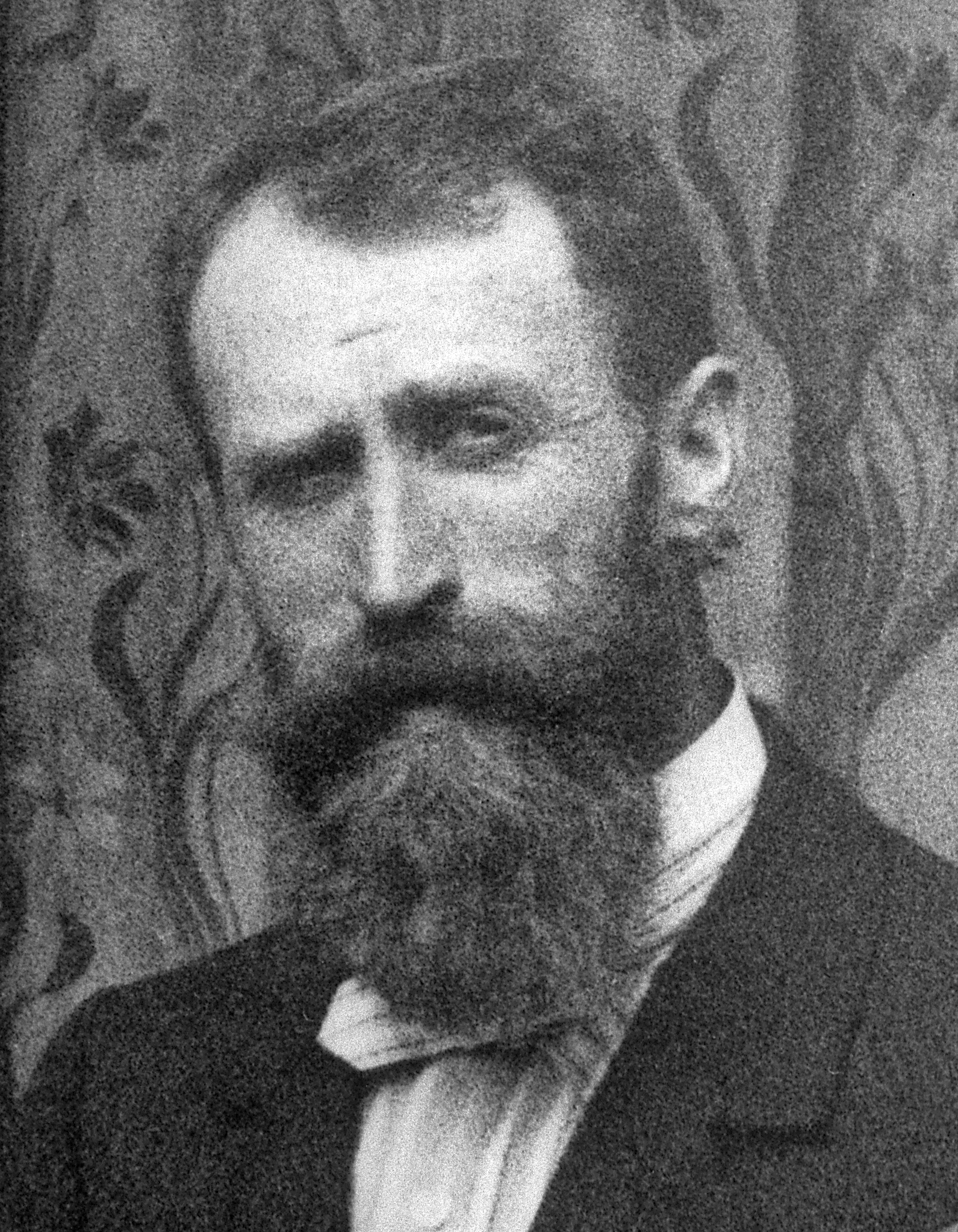
Henri Tudor im Jahre 1899

Henri Owen Tudor (* 30. September 1859 auf dem Diesburgerhof bei Ferschweiler; † 31. Mai 1928 in Rosport) war ein luxemburgischer Ingenieur und Erfinder des ersten brauchbaren Bleiakkumulators.

## Leben
Henri Tudor war Sohn des Engländers John Thomas Tudor und der Luxemburgerin Marie Loser. Er machte sein Abitur im belgischen Chimay und studierte von 1879 bis 1883 in Brüssel Ingenieurwesen an der Ecole Polytechnique. Im Jahr 1885 bildete er sich „an einer electrischen Anstalt in Paris […] in der Specialität“ aus. Er besuchte dort Kurse von Marcel Depréz. Während seiner Studienzeit interessierte Henri Tudor sich für Elektrotechnik, insbesondere die Speicherung elektrischer Energie. In den Jahren 1879 bis 1882, als er noch Student war, errichtete er eine Gleichstromanlage in seinem Elternhaus, dem Irminenhof in Rosport. An das Wasserrad der auf dem Grundstück des Hauses befindlichen Bannmühle schloss er einen Dynamo vom Typ Gramme an und speiste mit dem so gewonnenen Strom Edison’sche Glühbirnen. Es fiel Tudor auf, dass der vom Generator gelieferte Strom unregelmäßig war und dass die Maschine zu Ruhezeiten leer lief. Er spielte mit dem Gedanken, Bleiakkumulatoren zu verwenden, um die Spannung zu glätten und unverbrauchte Energie zu speichern.
Das Funktionsprinzip des Bleiakkumulators wurde im Jahr 1854 von Wilhelm Josef Sinsteden entdeckt. Der Akkumulator als Energiespeicher wurde 1859 vom Physiker Gaston Planté erfunden und 1880 vom Chemiker Camille Faure verbessert. Er sorgte jedoch beim Gebrauch für viel Kopfzerbrechen: Kurzschlüsse waren keine Seltenheit und die Platten zerfielen allmählich während des Betriebs. Thomas Edison bezeichnete den Bleiakkumulator deshalb als „Schwindel“ und kommerziellen Misserfolg.
Henri Tudor suchte nach einer Lösung dieses Problems, stellte selbst eine Gießform für Platten mit großer Oberfläche her und benutzte diese zur Fertigung eines Blei-Akkumulators eigener Bauart. Er konnte dabei auf die Unterstützung seines älteren Bruders Hubert und seines Cousins Nikolaus Schalkenbach aus Trier zählen. Mit seiner Anlage, bestehend aus Dynamo und Akkumulator, gelang ihm eine gleichmäßige und ununterbrochene Stromzufuhr. Das Schloss der Tudors war dann auch eine der ersten Privatresidenzen in Europa, in denen rund um die Uhr elektrisches Licht zur Verfügung stand.

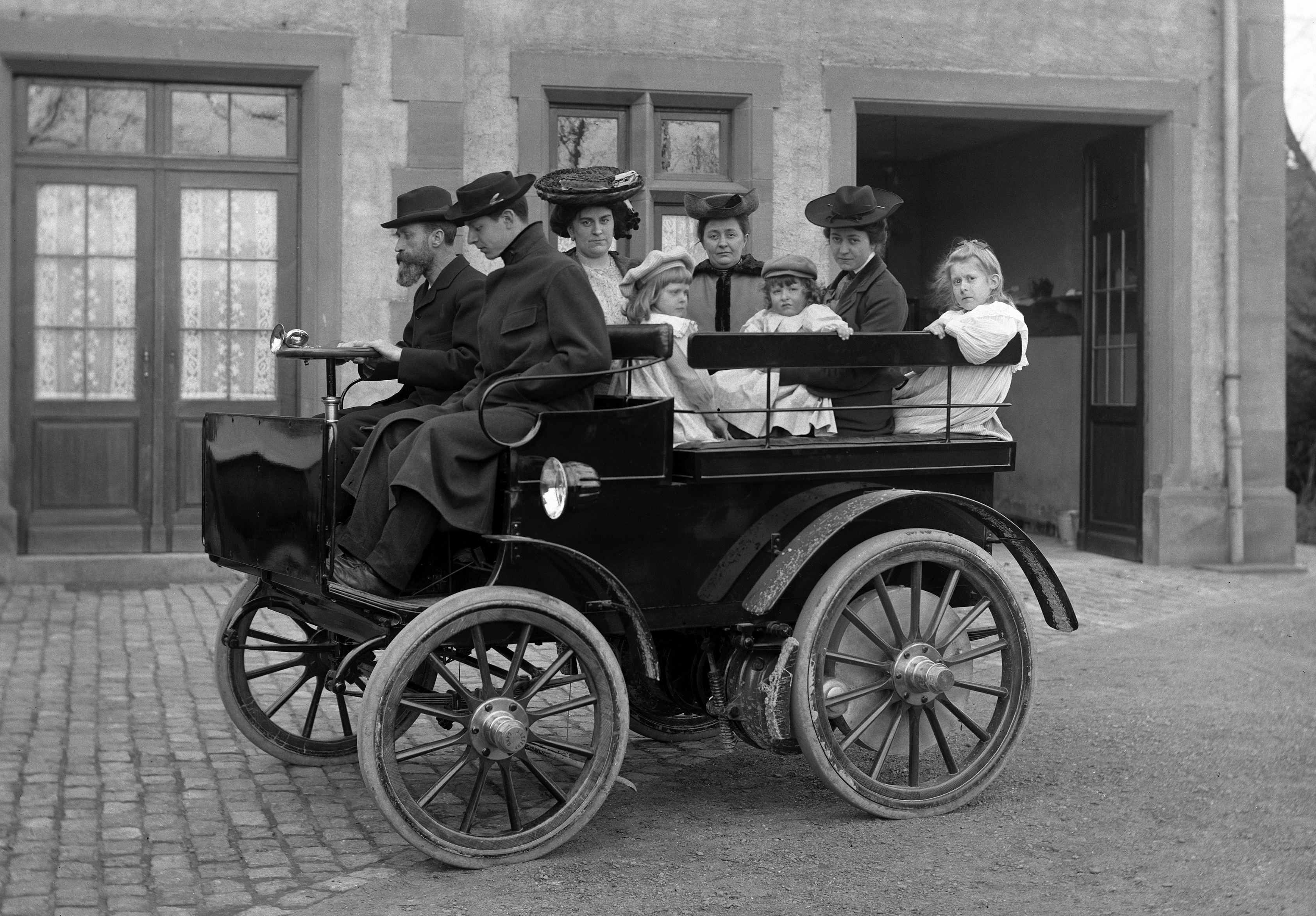
Für Exkursionen in der näheren Umgebung seines Heimatortes benutzte Henri Tudor ein elektrisches Automobil vom Typ Break, das 1902 von der Werkstatt J. Lefert in Gent gebaut worden war und mit Tudor-Akkumulatoren ausgerüstet war.

Die Akkumulatoren Tudor’schen Systems zeichneten sich durch Verlässlichkeit und lange Lebensdauer aus. Ein von Henri Tudor hergestellter Akkumulator ging spätestens im Oktober 1882 in Rosport in Betrieb und war ohne Unterbrechung bis zum 22. Dezember 1887 im Einsatz. Im Tudor-Museum in Rosport sind Akkumulatoren-Platten ausgestellt, die aus dem Jahr 1882 stammen und während 16 Jahren regelmäßig in Betrieb waren.
Henri Tudor heiratete 1891 Marie-Madeleine Pescatore. Aus dieser Ehe gingen zwei Töchter und ein Sohn hervor. Ab 1892 wohnte die junge Familie in der Villa, die Henri Tudor in Rosport hatte errichten lassen, im Volksmund „das neue Schloss“ genannt.
Henri Tudor litt an einer akuten Bleivergiftung. Ab 1914 wurden die Symptome so stark, dass er kaum noch sein Haus verlassen konnte. Er starb 1928 an den Folgen dieser Krankheit.

## Patente von Henri Tudor

### Patent von 1886

Funktionsweise der positiven Elektrode des Tudor-Akkumulators nach dem Patent von 1886: (a) mit einer feinen Planté-Schicht versehene und mit Bleioxid-Paste verfüllte Rille (b) während des Betriebs verstärkt sich die Planté-Schicht; die an der Planté-Schicht haftende Paste dehnt sich aus und zieht sich zusammen im Rhythmus der Lade- und Entladezyklen; dabei anfallende Bruchstücke sammeln sich im Freiraum, der dafür im untersten Teil der Zelle vorgesehen ist.

Am 17. Juli 1886 meldete Henri Tudor in Luxemburg das Patent Nr. 711 unter folgendem Wortlaut an: „Neuartige Verbesserungen an den Elektroden elektrischer Akkumulatoren“. Im gleichen Jahr meldete er ähnliche Patente in Belgien und Frankreich an (Emile Hoffmann hat eine Liste der Patente von Henri Tudor zusammengestellt).
Die von Henri Tudor vorgeschlagenen Verbesserungen waren Folgende: die Platten oder Elektroden sind dick genug, um starr zu sein; sie sind beidseitig mit abgeschrägten, feinen Rippen versehen, um eine möglichst große Oberfläche zu bieten; sie werden nach der Methode von Gaston Planté durch Lade- und Entladezyklen formiert, aber nur kurzzeitig. Die Rillen der Elektroden werden sodann nach dem Verfahren von Camille Faure mit einer Paste von Bleioxid (Bleimennige) gefüllt (tartiniert). Danach werden die Elektroden schwachem Strom ausgesetzt, bis die Paste der positiven Elektroden gänzlich in Bleiperoxid und diejenige der negativen Elektroden in poröses Blei umgewandelt ist. Dank der vorher angebrachten Planté-Schicht ist eine gute Adhäsion gewährleistet, und dank der Abschrägung der Rillen sind Dehnungen und Zusammenziehungen der aufgestrichenen aktiven Paste während der Lade- und Entladezyklen möglich, ohne dass die Platten sich verziehen. Am Boden des Gefäßes der Akkumulatorenzelle ist freier Raum für abbröckelnde aktive Paste vorgesehen. Während des Betriebs verstärkt die bereits vorhandene Planté-Schicht sich durch die Lade- und Entladevorgänge: Die endgültige Formation der Platten geschieht also beim Verbraucher. Die Tudor-Elektrode kombiniert die Vorteile der Verfahren von Planté- und Faure bei gleichzeitiger Meidung ihrer jeweiligen Nachteile. Die Tudor’sche Elektrode zeichnete sich im Wettbewerb durch ihre große Zuverlässigkeit aus.

### Patent von 1896
Henri Tudor suchte nach Möglichkeiten, die Tartinierung der Platten zu umgehen, denn dieser Vorgang war umständlich und gesundheitsschädlich. Es ging darum, mit einem beschleunigten elektrochemischen Verfahren eine wirksame Aktivschicht zu gewinnen. Am 18. Mai 1896 meldete Tudor in Großbritannien sein Patent Nr. 10718 über die mit „Sulfat enthaltenden Bleioxiden“ beschichtete Elektrode an. Es handelte sich dabei eigentlich um basische Bleioxide mit der allgemeinen chemischen Formel x PbO • y PbSO4 • z H2O. Die Erfindung von 1896 verringerte das Gewicht und den Preis der Akkumulatoren bei gleichzeitiger Kapazitätserhöhung.

## Beleuchtungssysteme
Am 30. April 1886 unterzeichnete Henri Tudor mit der Stadt Echternach ein Übereinkommen über die Lieferung einer elektrischen Straßenbeleuchtung. Hierzu gründete er zusammen mit seinem Bruder Hubert und seinem Cousin Nikolaus Schalkenbach die Firma Gebrüder Tudor & Schalkenbach und richtete in Rosport Fertigungsanlagen für Akkumulatoren ein.
Das Elektrizitätswerk zur Speisung der öffentlichen Beleuchtung in Echternach war in einem Nebengebäude der ehemaligen Abtei untergebracht und bestand aus Dampfkessel, Dynamos und einer Batterie von Tudor’schen Bleiakkumulatoren. Die Anlage wurde am 24. Oktober 1886 in Betrieb genommen. Echternach war somit eine der ersten Städte mit elektrischer Straßenbeleuchtung weltweit.
Im Jahr 1887 erhielt Henri Tudor die Bewilligung zur Errichtung einer Beleuchtungsanlage der Kleinstadt Dolhain in Belgien. 1889 gründete er die Société Anonyme Belge pour l’Éclairage public par l’Électricité und errichtete Elektrizitätswerke in Brüssel und Gent. 1890 erhielt er den Zuschlag für den Bau und den Betrieb eines elektrischen Netzes in Ninove.
Im Mai 1889 waren in Belgien und Europa insgesamt 150 öffentliche oder private stationäre Akkumulatoren-Anlagen Tudor’schen Systems in Betrieb. Im Juli 1891 waren es mehr als 1200, was mehr als drei Millionen Akkumulatoren-Platten entsprach.
Ab 1896 flaute die Begeisterung Tudors für öffentliche Beleuchtungsanlagen allmählich ab. Das Dorf Rosport, sein Heimatort, erhielt seine elektrische Straßenbeleuchtung erst im Jahr 1901. Die von Akkumulatoren gespeisten lokalen Gleichstromnetze waren in ihrer Entwicklung begrenzt und konnten auf die Dauer der Konkurrenz der Wechselstromtechnik nicht standhalten.

## Industrielle Tätigkeiten

### Werk Rosport
Die Produktion der Tudor-Akkumulatoren begann im Jahr 1886 in einem Nebengebäude des Anwesens Engelsbuerg in Rosport. Ab Januar 1897 belieferte das Rosporter Werk infolge der Auflösung der Société Anonyme Franco-Belge pour la fabrication de l’accumulateur Tudor neben dem luxemburgischen auch den belgischen Markt. Es beschäftigte zeitweilig mehr als 30 Arbeiter und erreichte den Höhepunkt seiner Produktion in den Jahren 1899 bis 1901 (über 200 t pro Jahr). Die Geschäfte wurden jedoch durch eine ungünstige Hügellage und die damaligen Zollschranken sehr erschwert. Ab 1901 wurde die Fertigung von Rosport nach Florival bei Wavre in Belgien verlegt. Das Rosporter Werk wurde 1908 stillgelegt.

### Entstehung eines Industrieriesen in Deutschland
Im Jahr 1885 suchte Adolph Müller, kaufmännischer Vertreter der elektrotechnischen Fabrik Spiecker & Co. aus Köln, Henri Tudor in Rosport auf, um sich über dessen Blei-Akkumulator zu informieren. Nach wenigen Stunden war er überzeugt, eine Neuerung vor sich zu haben, die sich zur Anwendung im großen Maßstab entwickeln ließ. Müller beschloss, zunächst auf die Inbetriebnahme einer größeren Anlage in der nahe gelegenen Stadt Echternach zu warten, um daraufhin den Akkumulator Tudor’schen Systems in Deutschland zu vermarkten.
Am 15. Juli 1888 schlossen die Gebrüder Tudor einen Vertrag mit der Accumulatoren-Fabrik Tudor’schen Systems Büsche und Müller ab und übertrugen ihr die ausschließlichen Rechte zur Herstellung und zum Verkauf des Tudor-Akkumulators in Deutschland, Mitteleuropa, Osteuropa und Skandinavien. Der Vertrag sah zudem die Übertragung von Technologie und Patenten vor. Henri Tudor begab sich sogleich nach Hagen in Westfalen, um für den Rest des Jahres die Fabrikation der Akkumulatoren einzurichten und zu überwachen.
Zwei Jahre später bildete die Accumulatoren-Fabrik Tudor’schen Systems Büsche und Müller, die inzwischen in Büsche und Einbeck umbenannt worden war, mit den elektrotechnischen Großfirmen Siemens & Halske und AEG die Accumulatoren-Fabrik Aktiengesellschaft (AFA), die am 6. Oktober 1890 in das Handelsregister in Berlin eingetragen wurde. Diese wuchs rasch und erreichte noch im selben Jahr am Standort Hagen einen Umsatz von 3.300.000 Mark. Henri Tudor übernahm dort die Rolle eines wissenschaftlichen Beraters. Er führte u. a. folgende Verbesserungen herbei: die Perlschnurplatte (geschmierte und ausgekratzte negative Platte) und die Einheitsplatte(1891); die Entwicklung von Gießformen für feinere Rillen (1895–1896); die Behebung des Kapazitätsschwunds negativer Platten (1895–1896). Die AFA nahm eine führende Position auf dem deutschen Markt der Akkumulatoren ein und wurde 1894 an der Berliner Börse notiert. Sie wurde 1962 in Varta AG umbenannt.

### Industrielle Tätigkeiten in Westeuropa
Henri Tudor erteilte eine Lizenz zur Herstellung seines Akkumulators an die Firma Piaux, Georgin, Bayeux & C°, die im Jahr 1888 in ihrem Werk von Jonchery-sur-Vesle die Produktion aufnahm. Am 10. April 1889 trat Tudor alle Herstellungs- und Verkaufsrechte für Belgien, die Niederlande, Frankreich und Spanien an die Société Anonyme Belge pour l’Éclairage par l’Électricité ab. Deren Produktionsstätte in Faches-Thumesnil am Rande der Stadt Lille öffnete im September 1891 ihre Tore, und somit entfiel die Fertigung in Jonchery.
Zur Belieferung des britischen Marktes gründete der Luxemburger Antoine Bonaventure Pescatore, Schwager von Henri Tudor, im Januar 1896 ein Werk in Dukinfield bei Manchester.
Während der Tudor-Akkumulator auf den europäischen Märkten einen durchschlagenden Erfolg kannte, hatte das Stammwerk in Rosport mit Schwierigkeiten zu kämpfen. Die Zugehörigkeit Luxemburgs zum deutschen Zollverein erwies sich als Nachteil im Geschäft: Für das Rohmaterial Blei fielen Importzölle an und der Vertrieb der Fertigprodukte in Westeuropa wurde durch Exportzölle erschwert. Tudor gründete deshalb ein Werk am Standort Florival bei Wavre in Belgien, das am 25. Juli 1901 eingeweiht wurde. Die Produktion von Rosport wurde sogleich dorthin verlegt.
Adolph Müller blieb einer der besten persönlichen Freunde Tudors. Durch sogenannte „Freundschaftsverträge“, die er mit Konkurrenten abschloss, eroberte er sich allerdings zusätzliche Marktanteile, sehr zum Nachteil Tudors. Dies war der Fall in den Niederlanden, und etwas später in England, wo er bis ins Herz des Unternehmens von Dukinfield vordrang. Es gelang der AFA hingegen nie, sich das Werk Florival, letzte Bastion Tudors, einzuverleiben.
Der Erste Weltkrieg war ein tiefer Einschnitt in der Entwicklung der Tudor-Unternehmen. Das Werk Dukinfield wurde im Jahr 1917 von den britischen Behörden sequestriert.
Nach dem Krieg, am 1. August 1919, versammelte sich der Verwaltungsrat der Société Anonyme "Accumulateurs Tudor" in Rosport und stellte fest, dass die Firma fortan berechtigt sei, Akkumulatoren ohne Einschränkungen und Vorbehalte in allen Ländern herzustellen bzw. weltweit zu exportieren.

## Mobile Energie
Am 6. August 1884 kuppelten die Gebrüder Tudor in einer Scheune des väterlichen Landgutes eine Dreschmaschine an einen Elektromotor an. Einen Monat später konnte man diese elektrische Dreschmaschine gelegentlich bei der landwirtschaftlichen Ausstellung von Diekirch bewundern. Es stellte sich jedoch die Frage des Transportes des elektrischen Stroms bis zu den entlegensten ländlichen Orten.

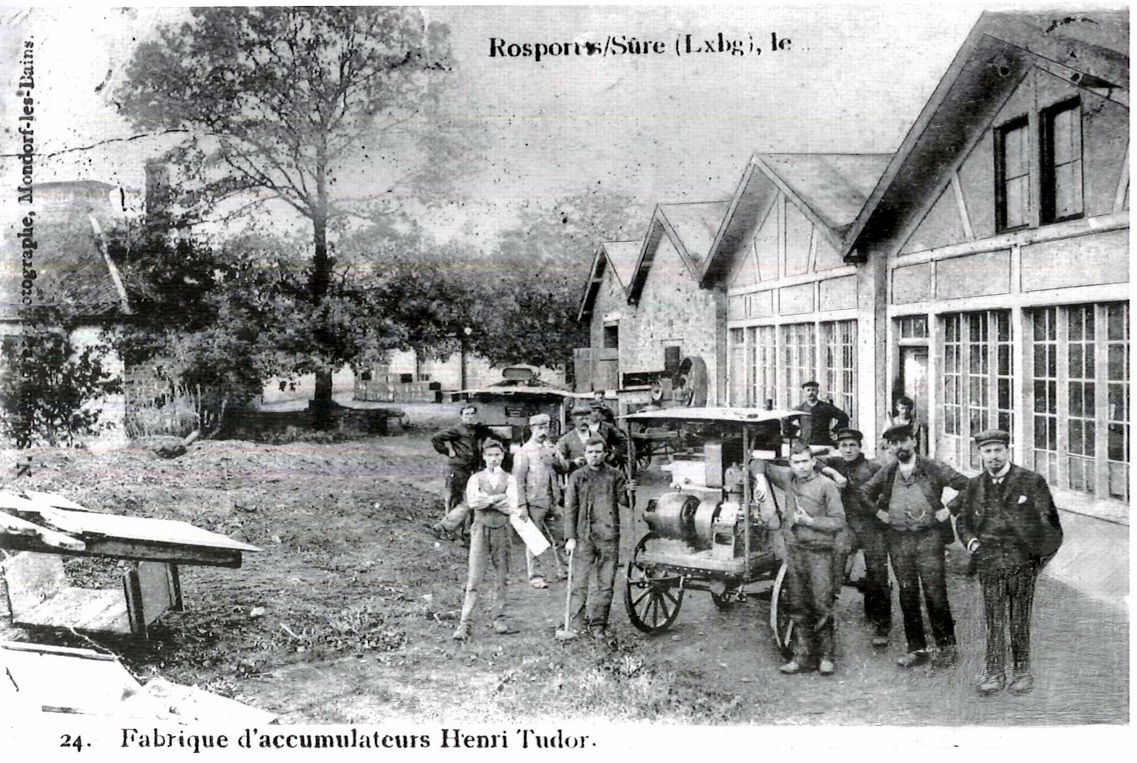
Ein Energy-Car vor dem Tudor-Werk in Rosport

Henri Tudor und sein Freund Maurice Braun stellten auf der Lütticher Ausstellung von 1905 ihren Energy-Car vor. Es handelte sich um eine neuartige Lösung, die die herkömmliche fahrbare Dampfmaschine (Lokomobile) ersetzen sollte, ein kompaktes und durchstudiertes Aggregat, bestehend aus einem Verbrennungsmotor, einem Generator, einer Akkumulatoren-Batterie und den notwendigen Kontrollinstrumenten. In ihm waren „in höchstmöglicher Vereinfachung alle Bestandteile eines damaligen Elektrizitätswerks zusammengefasst“. Er war kein Kraftwagen – um ihn zu bewegen, war ein Pferdegespann erforderlich. Er ist nicht zu verwechseln mit dem Hybridelektrokraftfahrzeug, das im Jahr 1897 von den Établissements Pieper in Lüttich vermarktet wurde und mit im Werk Dukinfield hergestellten Tudor-Akkumulatoren ausgerüstet war.
Der Energy-Car wurde zunächst in Rosport zusammengebaut, aber diese Tätigkeit wurde im Lauf der Zeit in die Braun-Werkstätten in Brüssel verlegt. Der kommerzielle Erfolg des Energy-Car hielt sich in Grenzen: Der Selbstkostenpreis war hoch und die Bedienung war alles andere als einfach. Als die ländlichen Stromnetze entstanden, fand der elektrische Motor Einzug in die ländlichen Räume – ohne Zuhilfenahme des Energy-Car.

## Vermächtnis
Ingenieur Marcel Wuillot, Geschäftsführer der Société Anonyme „Accumulateurs Tudor“, Brüssel, würdigte die Gebrüder Hubert und Henri Tudor dafür, dass sie die theoretische Forschungsarbeit von Planté zu einer industriellen Lösung weiterentwickelt haben.
1987 wurde nach Henri Tudor mit dem Centre de recherche public Henri-Tudor ein öffentliches Forschungszentrum in Luxemburg benannt, das mit Ablauf des Jahres 2014 im Luxembourg Institute for Science and Technology (LIST) aufging.
2013 wurde ein 2005 entdeckter Asteroid nach Henri Tudor benannt: (260886) Henritudor.

## Das Tudor-Museum in Rosport
Am 13. Dezember 2006 veröffentlichte der Schöffenrat von Rosport, bestehend aus Romain Osweiler, Henri Zeimetz und Patrick Hierthes, das Lastenheft für einen „modernen und lebendigen musealen Raum über Energie und Speicherung von Energie“. Es ging darum, die Erfindungen von Henri Tudor mit ihrer Tragweite zu erläutern und gleichzeitig auch die Person des Erfinders in seinem Familienkreis und inmitten der Dorfgemeinschaft von Rosport vorzustellen. Das Angebot von Wieland Schmid vom Atelier für Gestaltung aus Mannheim wurde wegen seines pädagogischen und künstlerischen Wertes zurückbehalten. Professor Wolfgang Schmid von der Universität Trier und die Diplomingenieure Ernest Reiter und Henri Werner wurden als Berater hinzugezogen. Der Architekt Marcel Niederweis wandelte den Nordflügel des Tudor-Schlosses, der in viele kleinere Räume eingeteilt war, in einen einzigen überschaubaren und lichtdurchfluteten Raum um. Das Museum wurde am 23. Mai 2009 in Gegenwart vieler Persönlichkeiten aus dem In- und Ausland eingeweiht.